# Ratpenat groc d'Arequipa
El ratpenat groc d'Arequipa (Lasiurus arequipae) és una espècie de ratpenat de la família dels vespertiliònids. És endèmic del sud-oest del Perú. Té els avantbraços de 46,4–47,6 mm. El seu hàbitat natural són les valls costaneres situades en canyons. És el tàxon germà del ratpenat groc negrós (L. atratus). El seu nom específic, arequipae, significa 'd'Arequipa' en llatí.